# Harmony (Maine)
Harmony es un pueblo ubicado en el condado de Somerset en el estado estadounidense de Maine. En el Censo de 2010 tenía una población de 939 habitantes y una densidad poblacional de 8,99 personas por km².

## Geografía
Harmony se encuentra ubicado en las coordenadas 44°58′38″N 69°32′44″O / 44.97722, -69.54556. Según la Oficina del Censo de los Estados Unidos, Harmony tiene una superficie total de 104.43 km², de la cual 100.14 km² corresponden a tierra firme y (4.1%) 4.28 km² es agua.

## Demografía
Según el censo de 2010, había 939 personas residiendo en Harmony. La densidad de población era de 8,99 hab./km². De los 939 habitantes, Harmony estaba compuesto por el 96.49% blancos, el 0.11% eran afroamericanos, el 0.43% eran amerindios, el 0.75% eran asiáticos, el 0% eran isleños del Pacífico, el 0.32% eran de otras razas y el 1.92% pertenecían a dos o más razas. Del total de la población el 0.53% eran hispanos o latinos de cualquier raza.